# Padre (film 2018)
Padre (The Padre) è un film del 2018 diretto da Jonathan Sobol.

## Trama
Braccato dai poliziotti un truffatore colombiano si mette in fuga travestendosi da prete in compagnia di una giovane donna che vuole entrare negli Stati Uniti per ritrovare la sorella.

## Distribuzione
Il film è stato distribuito nelle sale cinematografiche italiane nel 2018.